# Сил Бич (Калифорнија)
Сил Бич (енгл. Seal Beach) град је у америчкој савезној држави Калифорнија. По попису становништва из 2010. у њему је живело 24.168 становника.

## Демографија
Према попису становништва из 2010. у граду је живело 24.168 становника, што је 11 (0,0%) становника више него 2000. године.
| Група             | 2000.          | 2010.          |
| Белци             | 20.372 (84,3%) | 18.580 (76,9%) |
| Афроамериканци    | 347 (1,4%)     | 279 (1,2%)     |
| Азијати           | 1.386 (5,7%)   | 2.309 (9,6%)   |
| Хиспаноамериканци | 1.554 (6,4%)   | 2.331 (9,6%)   |
| Укупно            | 24.157         | 24.168         |